# Hans Wimmer
Hans Wimmer (Pfarrkirchen, 19 maart 1907 – München, 31 augustus 1992) was een Duitse beeldhouwer en tekenaar.

## Leven en werk
Wimmer werd geboren in 1907 en studeerde van 1928 tot 1935 bij Bernhard Bleeker aan de Akademie der freiden Künste in München. Hij reisde in 1937 naar Parijs, waar hij het atelier bezocht van de door hem bewonderde Franse beeldhouwer Aristide Maillol. In 1939 was hij de winnaar van de Villa-Massimo-Preis voor een verblijf van een jaar in Rome. Wimmer was nauw bevriend met de eveneens figuratieve beeldhouwer Gerhard Marcks.
In 1941 sloeg hij een benoeming aan de kunstacademie van Neurenberg af, omdat hij weigerde lid te worden van de NSDAP. Hetzelfde overkwam hem daarna aan de kunstacademie in München. In 1943 werd hij als militair ingezet aan het Oostfront, maar in 1944 keerde hij na ziekte weer terug. Na de Tweede Wereldoorlog werd hij in 1949 alsnog benoemd tot hoogleraar beeldhouwkunst aan de kunstacademie in Neurenberg. Hij bleef in Neurenberg tot 1972, maar hield tegelijkertijd een atelier in München aan. In 1955 nam hij deel aan documenta I, in 1958 vertegenwoordigde hij Duitsland in het Duitse paviljoen van de Biënnale van Venetië en in 1967 van de wereldtentoonstelling in Montreal. Ook werd hij meerdere keren uitgenodigd voor deelname aan de Biënnale Middelheim in Antwerpen. In 1973 zegde hij zijn lidmaatschap op van de Deutsche Künstlerbund uit onvrede met de pro-abstracte koers. Zijn vriend Marcks had dit om dezelfde reden al gedaan in 1956.
Wimmer schonk zijn collectie werken in 1987 aan de stad Passau, waar de Sammlung Hans Wimmer is te zien in het Oberhaus Museum. Zijn atelier is herbouwd in Schloss Gottorf in Schleswig.
De kunstenaar overleed in 1993 en ligt begraven op het Friedhof St. Georg in München-Bogenhausen.

## Werken (selectie)
- 1932 Portret Hans Knappertsbusch
- 1934 Portret Richard Billinger
- 1951 Stehender Jüngling, Oberhausmuseum in Passau
- 1952 Jüngling, tuin van het Lenbachhaus in München
- 1953 Portret Wilhelm Furtwängler
- 1954 Kniender Jüngling, Eidgenössische Zentralbibliothek in Bern
- 1956 Große Stehende, Oberhaus Museum Passau
- 1958 Masker Martin Heidegger
- 1960 Windspiel, Lenbachhaus in München
- 1961/62 Richard-Strauss-Brunnen of Salome-Brunnen, Neuhauserstraße in München
- 1964 Kniender, Mahnmal für die Opfer der Konzentrationslager, Paulskirche in Frankfurt am Main
- 1965 Sitzende Mannequin, Oberhaus Museum Passau
- 1966 Wimmer-Roß, Pfarrkirchen
- 1967 Portret Annette Kolb
- 1967 Kaiser Lodewijk IV van Beieren - ruiterfiguur Ludwig von Bayer, Alter Hof in München
- 1972 Studie David Oistrach I
- 1976 Desdemona[2], Neue Pinakothek in München
- 1976 Pferdekopf, Potsdamerstraße in Berlin-Tiergarten
- 1976/81 Trojanisches Pferd, Beeldenpark van de Pinakotheken München in München

## Fotogalerij

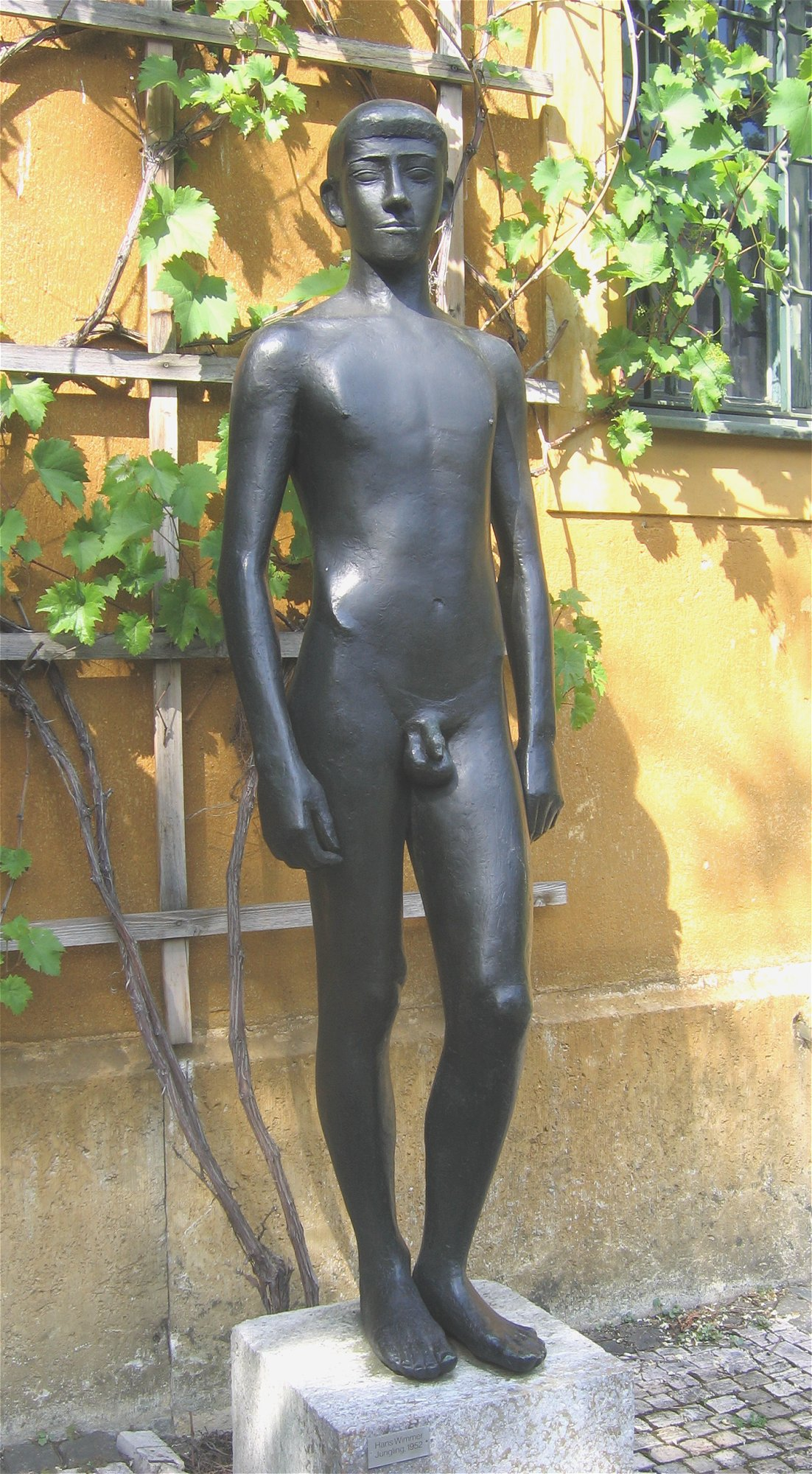
Jüngling (1952)
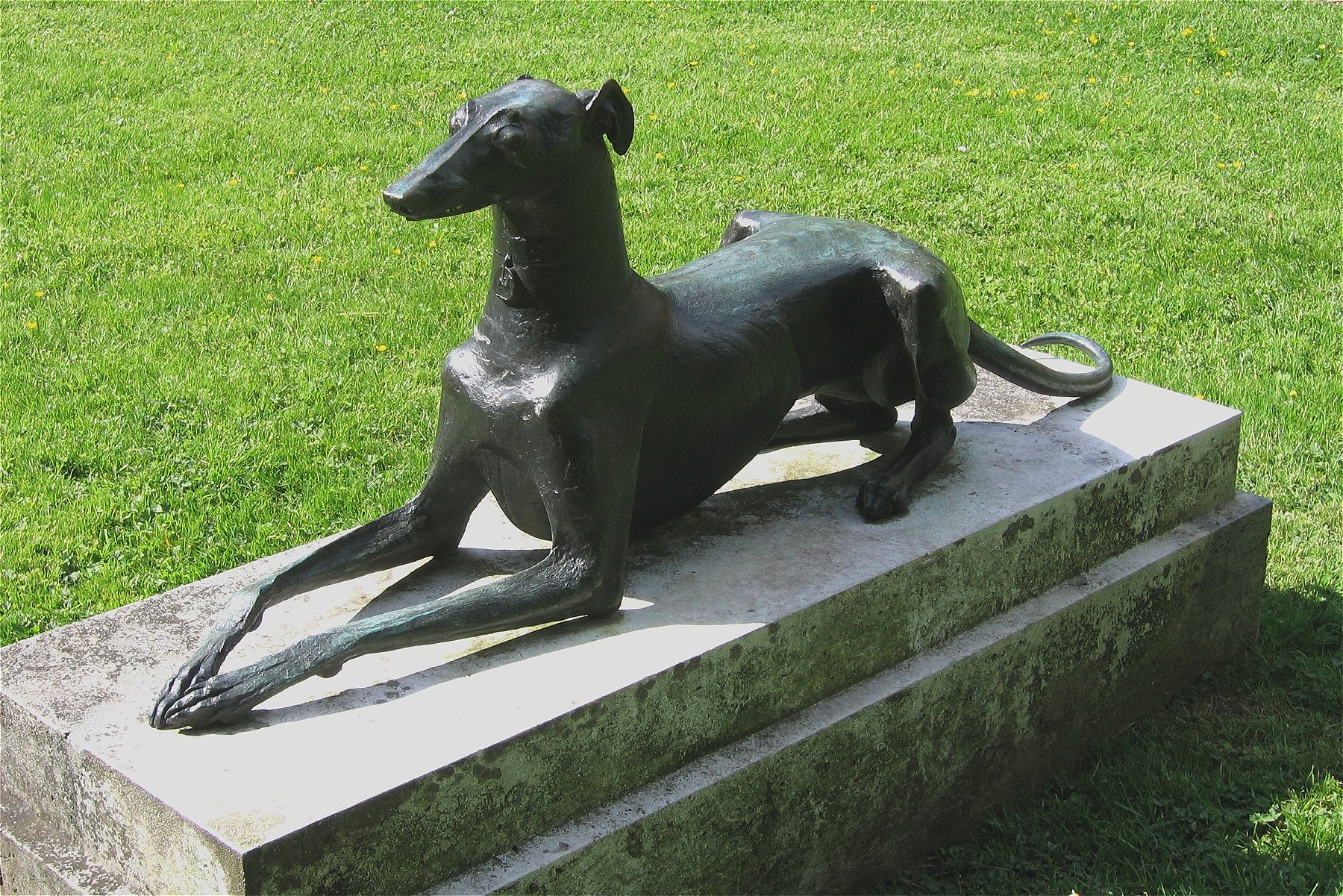
Windspiel (1960)
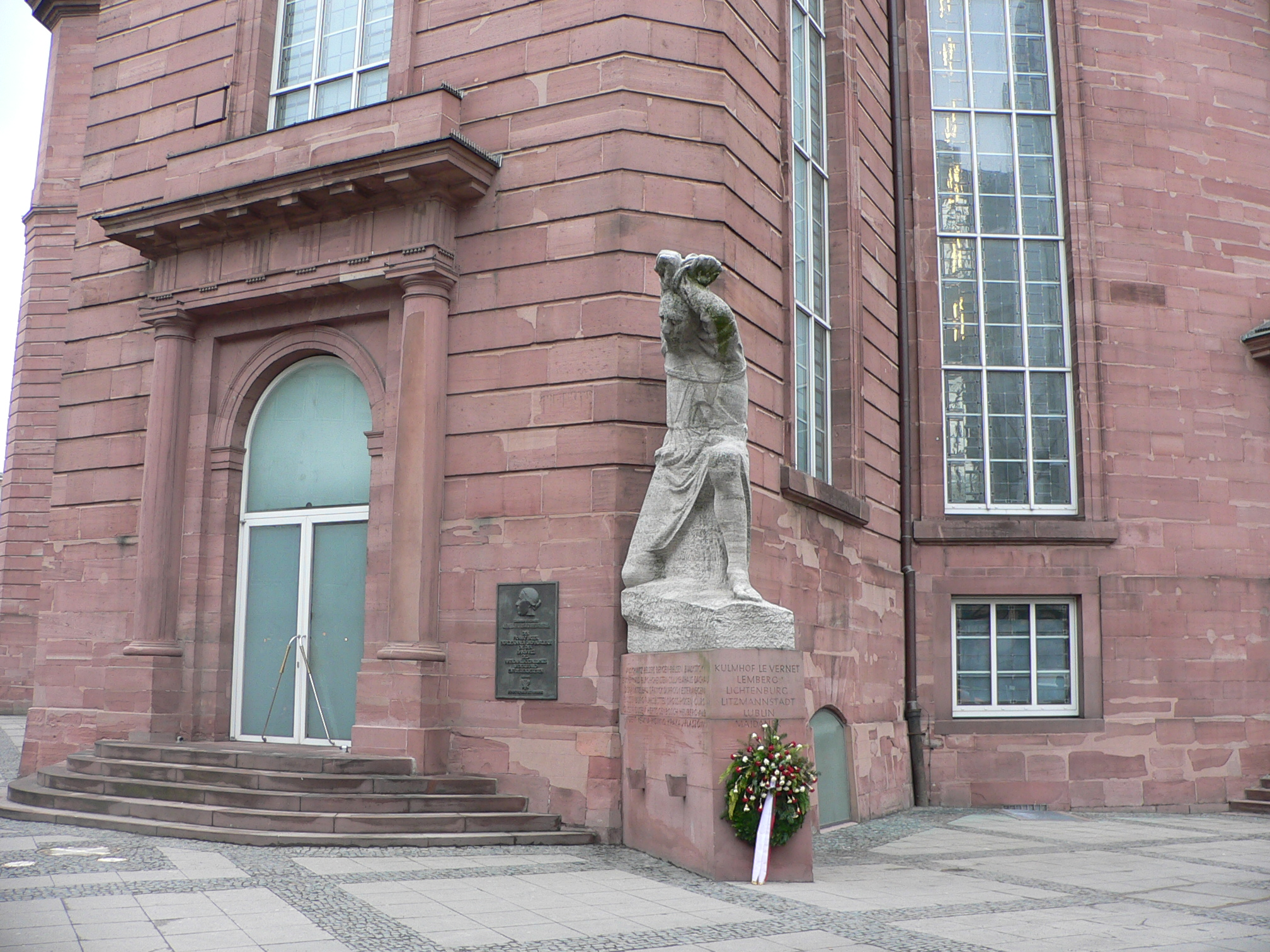
Mahnmal Naziopfer (1964)
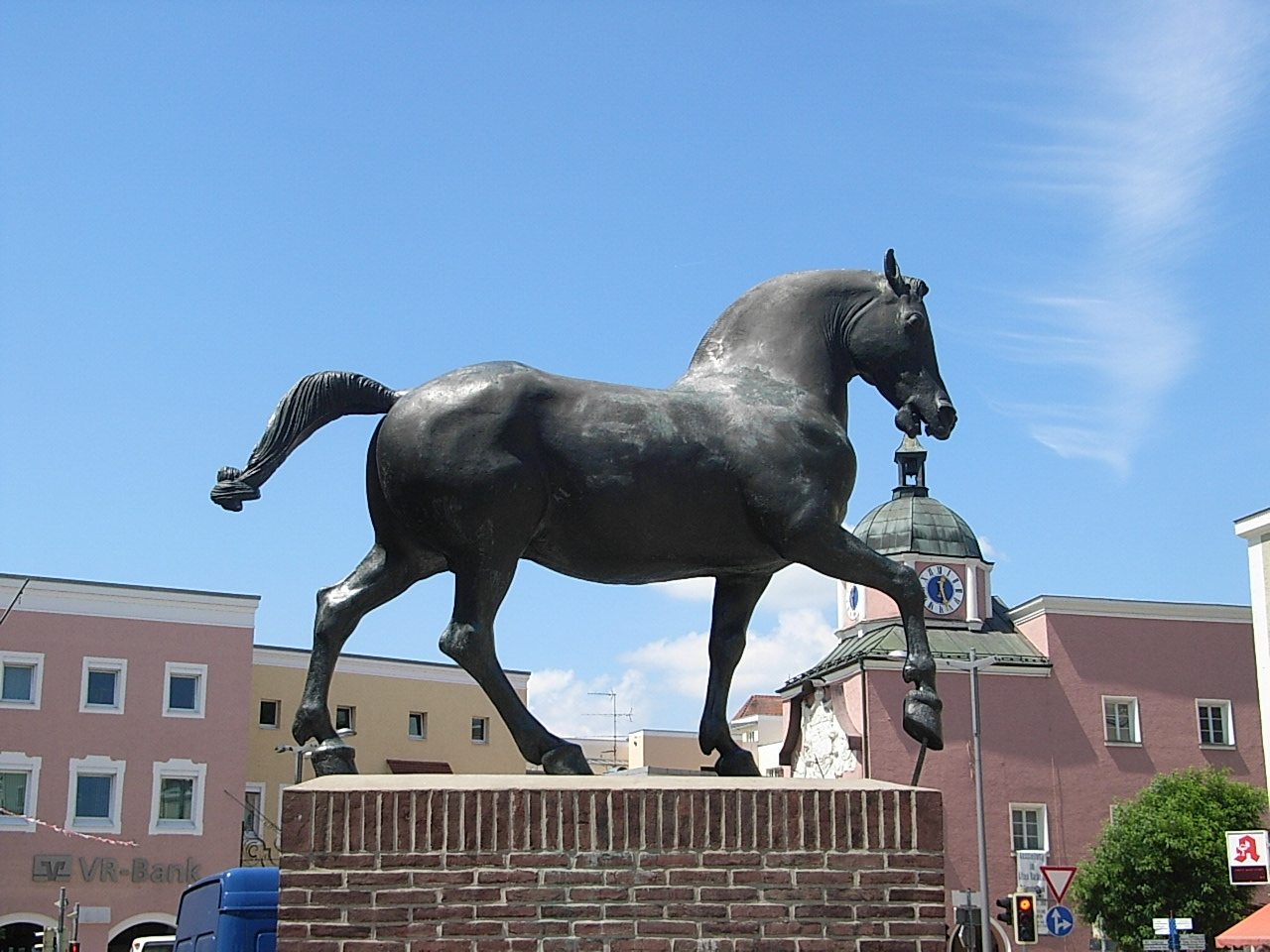
Wimmer-Roß (1966)
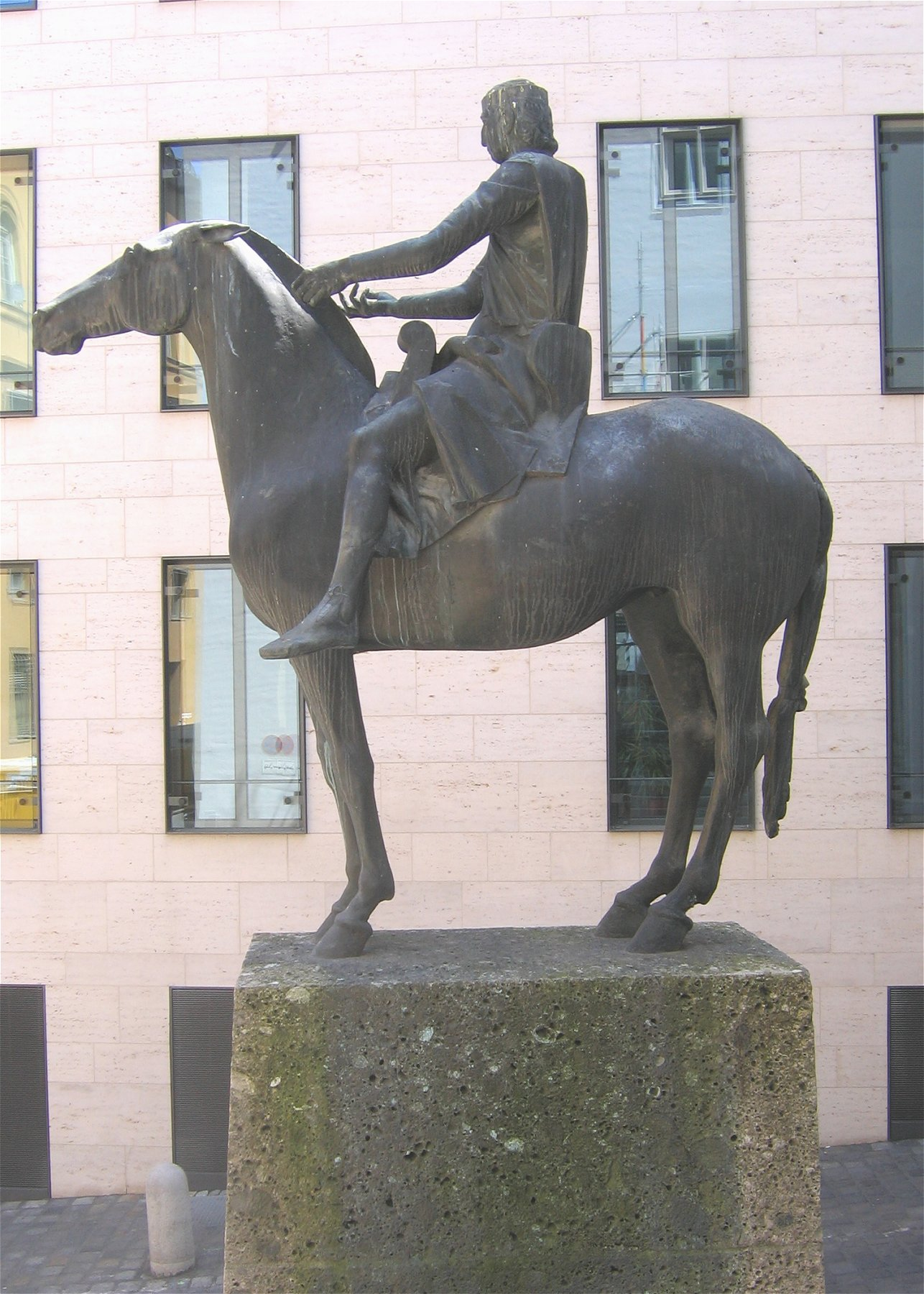
Ludwig von Bayer (1967)
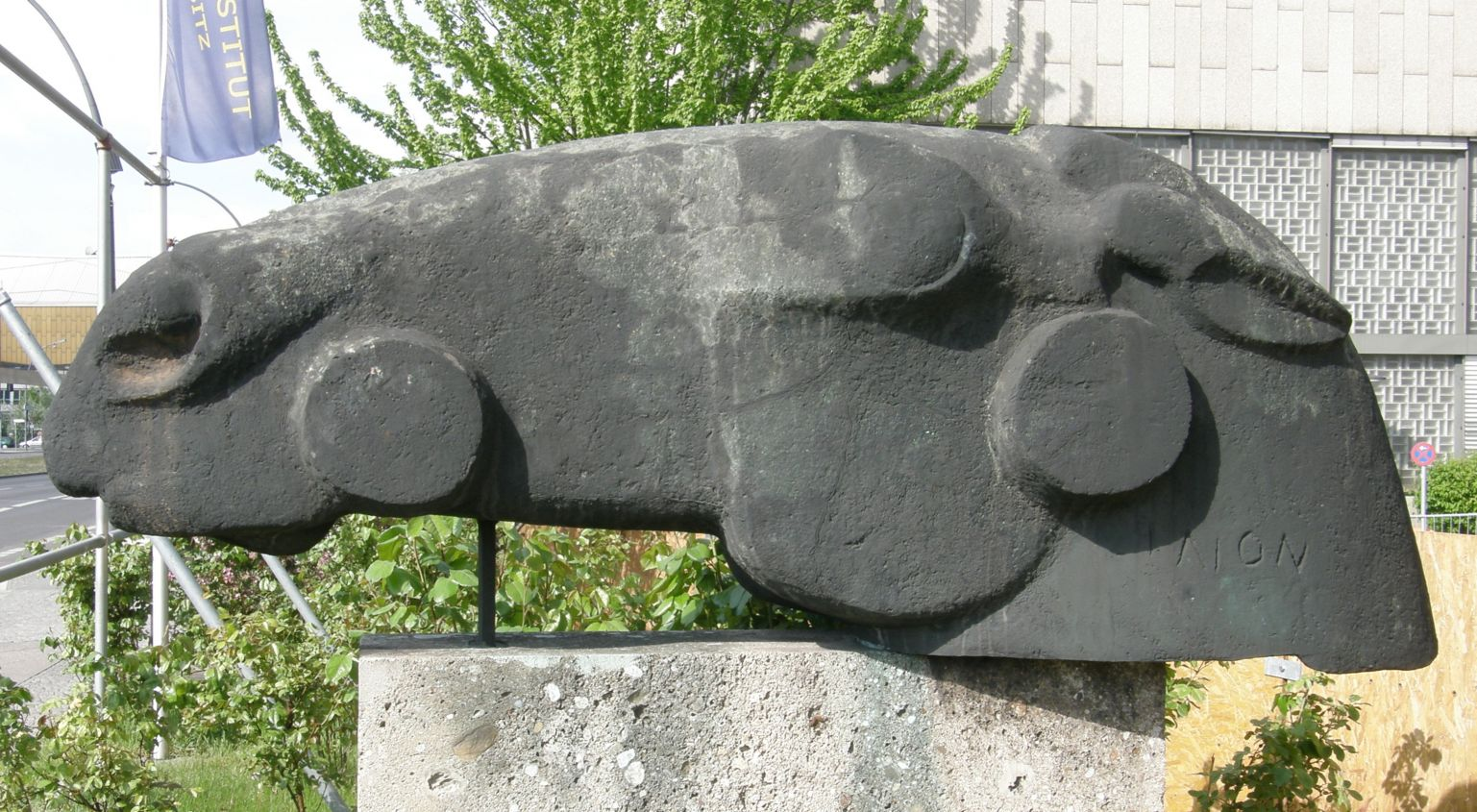
Pferdekopf (1976)
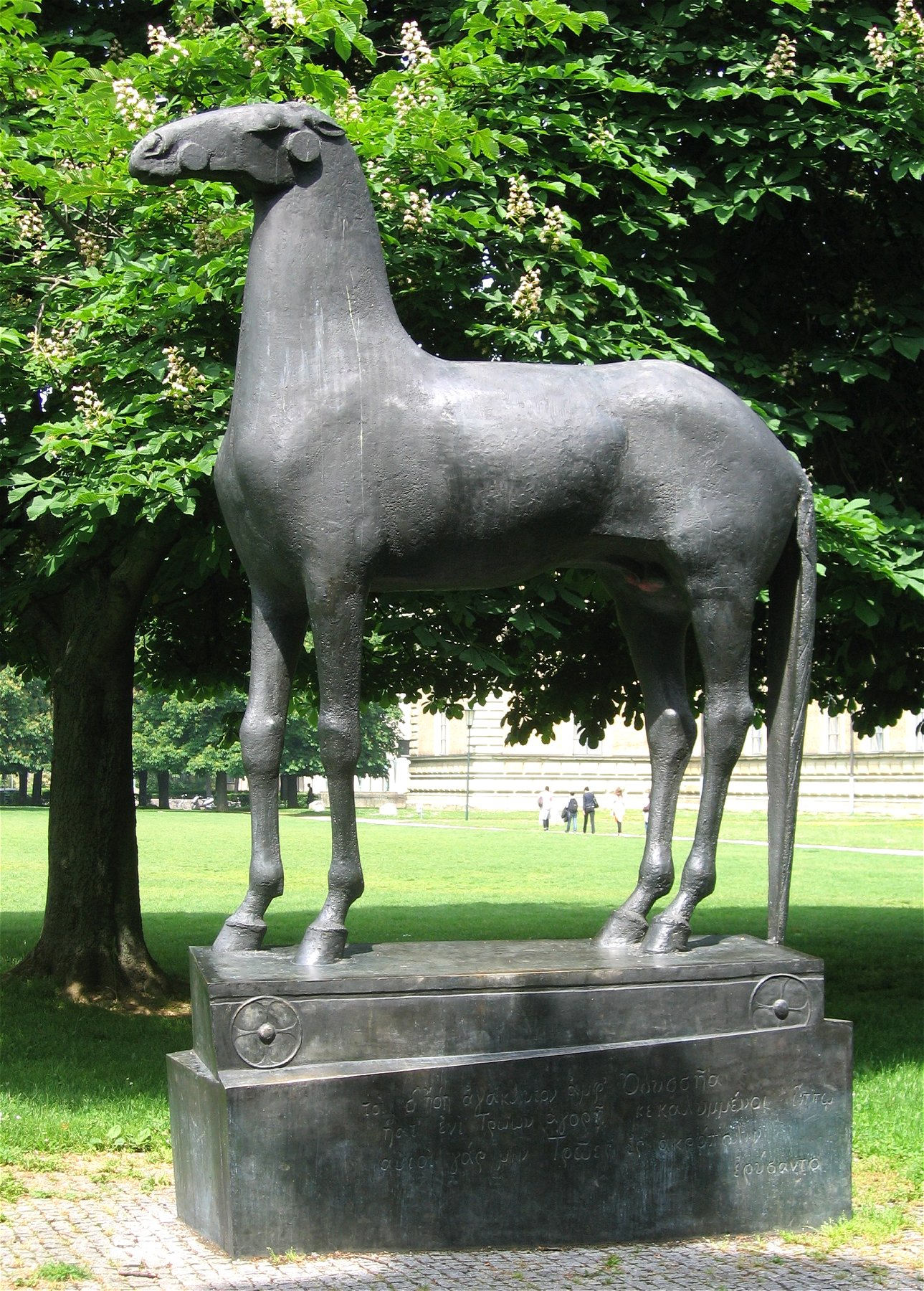
Trojanisches Pferd (1976/81)
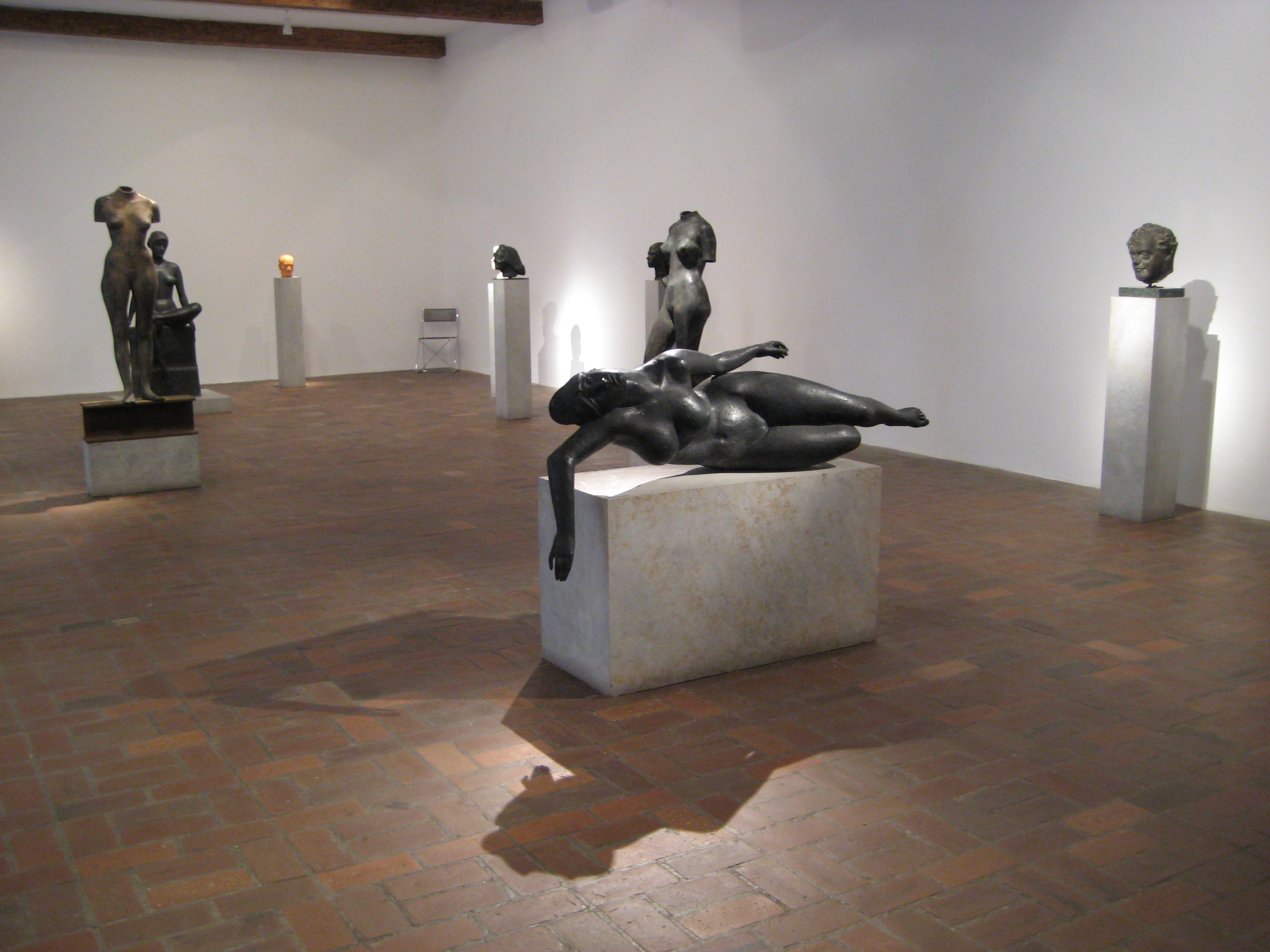
Sammlung Hans Wimmer, Oberhaus Museum Passau
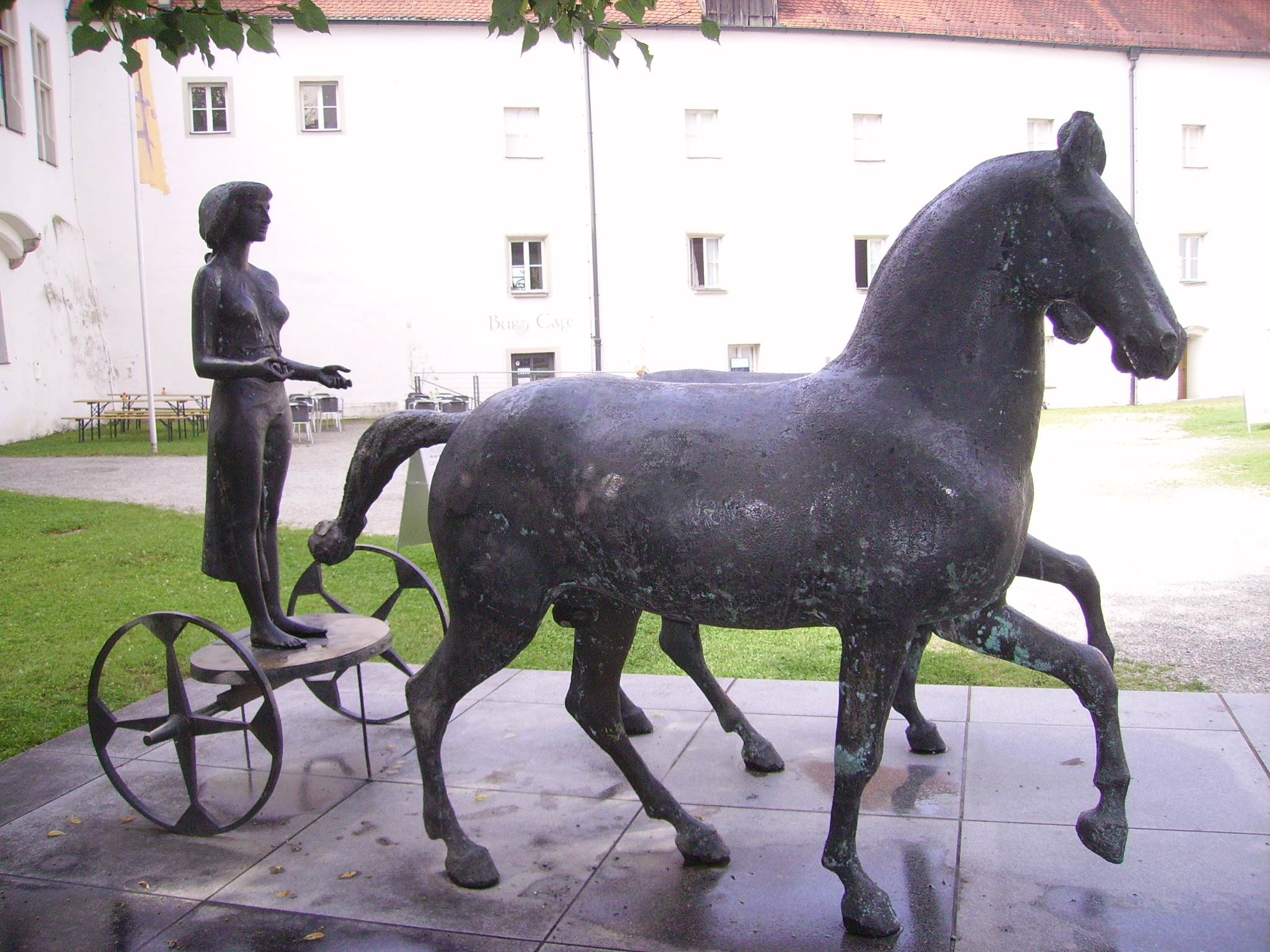
Der Wagenlenkerin, Oberhaus Museum

## Onderscheidingen
- Förderpreis für Bildende Kunst der Landeshauptstadt München in 1950[3]
- Kunstprijs van Noordrijn-Westfalen in 1957
- Pour le Mérite für Wissenschaften und Künste in 1966[4]
- Grootkruis van Verdienste met Ster in de Orde van Verdienste van de Bondsrepubliek Duitsland in 1967
- Beierse Orde van Verdienste in 1968
- Villa Massimo (uitnodiging als eregast) in 1970[5]
- Beierse Poetentaler in 1971
- Opper-Beierse cultuurprijs in 1980
- Schwabinger kunstprijs in 1982
- Orde van Sint-Gregorius de Grote in 1984
- Beierse Maximiliaansorde voor Wetenschap en Kunst in 1986